# Municipio de Rogašovci
El municipio de Rogašovci (esloveno: Občina Rogašovci) es un municipio de Eslovenia, situado en el extremo oriental del país. Su capital es la localidad de Rogašovci, aunque la localidad más poblada es Serdica. Pertenece a la región estadística del Mura y a la región histórica de Transmurania. Su término municipal es fronterizo con Austria.
En 2020, el municipio tenía una población de 3024 habitantes.
El municipio fue creado en 1994 al separarse del vecino municipio-ciudad de Murska Sobota.

## Localidades
El municipio comprende los pueblos de Fikšinci, Kramarovci, Nuskova, Ocinje, Pertoča, Rogašovci (la capital), Ropoča, Serdica, Sotina, Sveti Jurij y Večeslavci.